# Нижнє Солотвино
Ни́жнє Солотвино — село в Ужгородському районі Закарпатської області, на річці Солотвинка.

## Назва
У 1995 р. назву Нижня Солотвина було змінено на Нижнє Солотвино.

## Історія
Перша згадка про село датується 1405 роком і стосується майнових відносин. В письмових джерелах Нижнє Солотвино відоме під назвою «Slatina». Аналогічну назву має і потік, що протікає через село.
В XIV—XV ст. власниками сапа були шляхтичі з с. Холмець, згодом, у XVI ст. — родина Корлат. В 1427 році Нижнє Солотвино було оподатковане від 22-х порт. Тоді в селі разом із будинком кенейза нараховувалось 23 домогосподарств, у другій половині XV і в XVI ст. кількість господарств набагато зменшилася. В 1567 році було оподатковано лише три селянські господарства, які володіли 2 портами. Желярських господарств було 6. В 1599 році село збільшилося до 17 господарств Протягом XVII — на початку XVIII ст. кількість залежних селянських господарств зменшилася на 2/3. В 1715 році нараховувалося лише 6 селянських домогосподарств, які, крім ріллі, обробляли панські виноградники.
В другій половині XVIII ст. джерела вважають Нижнє Солотвино руським селом.

## Політика

### Парламентські вибори, 2019
На позачергових парламентських виборах 2019 року у селі функціонувала окрема виборча дільниця № 210586, розташована у приміщенні клубу.
Результати
- зареєстровано 665 виборців, явка 63,91%, найбільше голосів віддано за «Слугу народу» — 46,78%, за «Опозиційний блок» — 17,18%, за Всеукраїнське об'єднання «Батьківщина» — 8,35%.[1] В одномандатному окрузі найбільше голосів отримав Андрій Андріїв (самовисування) — 50,25%, за Олександра Пекаря (Слуга народу) — 21,86%, за Роберта Горвата (самовисування) — 10,05%[2].

## Населення

### Мова
Розподіл населення за рідною мовою за даними перепису 2001 року:
| Мова            | Кількість | Відсоток |
| --------------- | --------- | -------- |
| українська      | 815       | 97.49%   |
| російська       | 8         | 0.96%    |
| словацька       | 8         | 0.96%    |
| угорська        | 3         | 0.36%    |
| інші/не вказали | 2         | 0.23%    |
| Усього          | 836       | 100%     |

## Туристичні місця
- Джерело б/н (Нижнє Солотвино)
- Свердловина б/н (Нижнє Солотвино)
- Пивниці. Найімовірніше, з'явилися вони тоді, коли тут з'явилися виноградники, а, за легендами, першими посадили їх на Закарпатті тамплієри… Та як би не було, бурхливо розвиватися виноробство тут (не лише в Нижньому Солотвині, а й у сусідніх селах) розпочалося за мадярів. Іван Іванович розповідає, що батько його працював на угорських магнатів Турянських (хоча, судячи по прізвищу, це були такі собі угорці), які мали десь 25 га виноградників. Основний маєток вони мали в Угорському Кішварді, а до села навідувалися періодично. Створювали ті виноградники італійці, що потрапили в полон до Австро-Угорщини під час Першої світової війни. Полонені тоді працювали по всій імперії — уряд віддавав їх, як дармову робочу силу. Занесла апенінців непроста доля й на Закарпаття. Тут полонені жили й працювали кілька років — висадили європейські сорти винограду, збудували боргаз (винний дім) та будинок для вельможної сім'ї просто серед виноградників і кам'яну дорогу, залишки якої залишилися й донині, що вела до, напевно, найбільшої пивниці в селі — тих таки Турянських. Для будівництва вони розробили два кар'єри високо на пагорбі — бані, а звозили камінь до села на вагонетках.
- У селі неподалік Ужгорода відкрили пам'ятник Францу Йозефу І, який правив в Австро-Угорщині у 1848-1916 роках.
- термальні джерела, які лікують захворювання органів дихання, системи кровообігу, опорно-рухового апарату, порушення обміну речовин. Гарячі джерела використовуються також комплексно в програмах антистресової терапії, омолодження, лікувального голодування, корекції фігури і зміцнення імунітету. Про село існує навіть легенда, що в урочищі Деренівка, серед чудових краєвидів народжується особлива цілюща вода, яка ще чотири століття тому прославила курорт та цю місцевість на всю Європу. Кажуть, що вона повертала здоров'я, силу і навіть молодість.

## Відомі люди
Уродженцем села є Голик Анатолій Михайлович (1994—2015) — солдат Збройних сил України, учасник українсько-російської війни.